# Hanover (Minnesota)
Hanover is een plaats (city) in de Amerikaanse staat Minnesota, en valt bestuurlijk gezien onder Hennepin County en Wright County.

## Demografie
Bij de volkstelling in 2000 werd het aantal inwoners vastgesteld op 1355.
In 2006 is het aantal inwoners door het United States Census Bureau geschat op 2405, een stijging van 1050 (77.5%).

## Geografie
Volgens het United States Census Bureau beslaat de plaats een oppervlakte van
13,3 km², waarvan 12,7 km² land en 0,6 km² water.

## Plaatsen in de nabije omgeving
De onderstaande figuur toont nabijgelegen plaatsen in een straal van 12 km rond Hanover.